# Merab Kostava
Merab Kostava (en géorgien : მერაბ კოსტავა), né le 26 mai 1939 à Tbilissi (Union soviétique) et mort le 13 octobre 1989 à Boriti, est un poète, musicien et musicologue géorgien, opposant au régime soviétique.

## Biographie

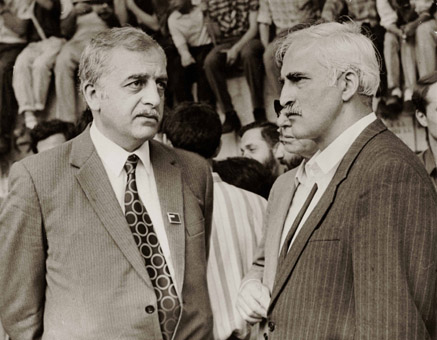
Zviad Gamsakhourdia et Merab Kostava à Tbilissi en 1988. Photo de George Barateli.

### Jeunesse et formation
En 1954, Merab Kostava et Zviad Gamsakhourdia (qui devient le premier président de la République de Géorgie en 1991) fondent une organisation de jeunesse clandestine, Gorgasliani,, dont le nom fait référence à l'ancien roi géorgien Vakhtang Ier Gorgassali. En 1956, il apporte son soutien à l'insurrection de Budapest et il est ensuite l'un des premiers à publier des samizdats, ce qui le conduit plusieurs fois à être emprisonné.
En 1962, Merab Kostava obtient son diplôme du conservatoire de Tbilissi et enseigne jusqu'en 1977 dans une école de musique de la capitale géorgienne.

### Dissidence
En 1974, après deux ans d'enfermement, il rejoint le Groupe d'action pour la défense des droits de l'homme et publie deux ans plus tard un journal clandestin qui couvre l'actualité des droits de l'homme en Géorgie soviétique. En avril 1977, il cofonde le comité géorgien de surveillance des accords d'Helsinki. Edouard Chevardnadze, alors premier secrétaire du comité central du PC géorgien, ordonne son arrestation le 7 avril 1977, ainsi que celle de Zviad Gamsakhurdia, ce qui les conduit à être condamnés le 19 mai 1978 au titre de l'article 71 du code pénal géorgien à trois ans de goulag plus deux ans d'exil interne pour agitation et propagande anti-soviétiques. Assigné à résidence en République de Sakha (Iakoutie), il est de nouveau jugé en décembre 1981 et cette fois condamné à cinq ans de camp de travail pour hooliganisme. En 1985, il est condamné à deux années supplémentaires d'emprisonnement pour violation des règles du camp. Sa santé se détériore (il contracte la tuberculose) et il observe plusieurs grèves de la faim pour protester contre les conditions de vie dans les camps. Au printemps 1985, son fils est retrouvé pendu dans son appartement. Merab Kostava est finalement relâché le 30 avril 1987 lors d'une libération générale de prisonniers.

### Militant pour l'indépendance
Le 31 octobre 1987, il est l'un des initiateurs de l'association Ilia-Tchavtchavadzé qui a pour but de défendre la culture géorgienne. L'article 3 de sa charte énonce par exemple : « Tout projet mettant en danger en Géorgie la nature, les monuments historiques ou la culture, ou susceptibles d'induire des modifications démographiques, doit être soumis à enquête nationale à l'échelle de la Géorgie tout entière. »
Il continue son activisme pour les droits de l'homme et est un militant de l'indépendance de la Géorgie, dans une approche qualifiée de radicale[Par qui ?] car refusant la voie du compromis.
Merab Kostava meurt dans un accident de voiture le 13 octobre 1989. Selon ses proches, il recevait des menaces de mort depuis l'été. Plusieurs centaines de milliers de personnes accompagnent son cercueil à la cathédrale Sioni de Tbilissi. Il fut inhumé au panthéon de Mtatsminda.
Après son décès, Zviad Gamsakhourdia se pose en leader incontesté de la lutte indépendantiste.